# Conférence de Brazzaville
La conférence de Brazzaville a été organisée durant la Seconde Guerre mondiale, du 30 janvier au 8 février 1944, par le Comité français de la Libération nationale (CFLN), afin de déterminer le rôle et l'avenir de l'Empire colonial français. À l'issue de cette conférence, l'abolition du code de l'indigénat est décidée. Au cours de la conférence, est notamment retenue la proposition, faite par Félix Éboué, d'une politique d'assimilation en faveur des colonies. Le général de Gaulle rappelle que le lien entre la France et ses colonies est « définitif » et la déclaration finale de la conférence rejette catégoriquement « toute possibilité d'évolution hors du bloc français et toute constitution, même lointaine, de self-government ».

## Contexte
Durant le conflit, l'empire colonial a joué un rôle essentiel, par son basculement progressif dans le camp de la France libre. Après la fin de la campagne de Tunisie, l'intégralité de l'empire colonial est réunifié au profit des forces de la résistance, à l'exception cependant de l'Indochine française, géographiquement très éloignée et toujours administrée par le gouverneur Jean Decoux, fidèle au gouvernement de Vichy.
Du fait du rôle propre de l'Empire, le CFLN se pose la question de son statut, alors que l'idée fédérale a fait des progrès. Le conflit, facteur de nombreuses difficultés pour les populations locales, a vu en Afrique française du Nord se développer les aspirations nationalistes et les tensions entre communautés, notamment en Algérie et en Tunisie. En outre, les Français doivent composer avec les États-Unis, qui ne font pas mystère de leur opposition au colonialisme. À Madagascar, les mois d'occupation de la colonie par le Royaume-Uni après l'invasion de l'île ont affaibli l'autorité des Français. René Pleven, commissaire aux Colonies au sein du CFLN, a à cœur d'éviter l'arbitrage d'un organisme international quant à l'avenir de l'Empire français. C'est donc pour prendre les devants et préparer l'après-guerre qu'est organisée la conférence de Brazzaville, au Congo, en Afrique-Équatoriale française.
La conférence se situe aussi dans la volonté réformatrice qui anime nombre de cadres de la France Libre, principalement, Henri Laurentie, secrétaire général de De Gaulle et Félix Éboué. De Gaulle lui-même, dans son discours d’avril 1941 devant la Royal African Society de Londres, avait évoqué les « transformations » nécessaires qui devaient ouvrir à l’Afrique « le chemin d’un grand avenir » et lui permettre de « choisir noblement, libéralement la route des temps nouveaux », formules que l'on retrouve quasiment dans les mêmes termes dans le discours inaugural de la conférence de Brazzaville.
En vue de la conférence qui doit se tenir à Brazzaville, Henri Laurentie, qui est alors directeur politique du commissariat aux colonies dirigé par René Pleven, soumet un programme ambitieux. Sur le plan économique et social les propositions reposent sur le rejet du « pacte colonial » et de l’autarcie, la création d’un fonds d’investissements doté par le budget métropolitain et une planification par l'État du développement économique et social des colonies, le développement de l’éducation et de la santé. Sur le plan politique Laurentie est partisan de l’association : élection de représentants qui participeraient à l’administration et au gouvernement des territoires ; octroi de la citoyenneté française aux élites acquises à la cause française (ce qui reprend le décret de décembre 1943 du CFLN), maintien des institutions traditionnelles pour initier les Africains à la gestion de leurs propres affaires et transformation de l’Empire en une fédération de peuples associés.

## La conférence

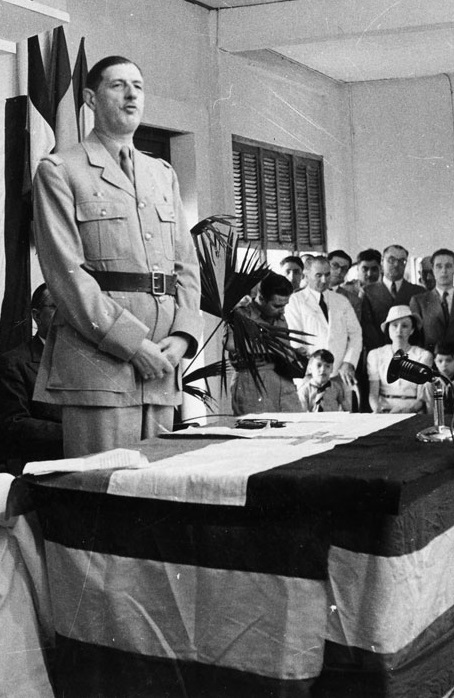
Charles de Gaulle inaugurant la conférence de Brazzaville.

Le CFLN avait initialement envisagé de réunir tous les gouverneurs de tous les territoires libres, mais doit y renoncer du fait des difficultés de communication liées à la guerre. La conférence réunit finalement les représentants administratifs des territoires français d'Afrique, autour du général de Gaulle et de René Pleven. Un programme a été envoyé deux mois à l'avance aux participants. Ceux-ci comptent 21 gouverneurs, 9 membres de l'Assemblée consultative, et six observateurs envoyés par le gouvernement général de l'Algérie, et les Résidences générales de Tunisie et du Maroc. Aucun indigène africain n'y prend part, six envoyant cependant des rapports qui sont lus au cours d'une séance consacrée au problème de la coutume familiale et sociale.
Dans son discours d'ouverture, de Gaulle affirme la nécessité d'engager les colonies « sur la route des temps nouveaux » et semble également poser les fondements de l'Union française de 1946. De Gaulle déclare : « en Afrique française, comme dans tous les autres territoires où des hommes vivent sous notre drapeau, il n'y aurait aucun progrès qui soit un progrès, si les hommes, sur leur terre natale, n'en profitaient pas moralement et matériellement, s'ils ne pouvaient s'élever peu à peu jusqu'au niveau où ils seront capables de participer chez eux à la gestion de leurs propres affaires. C'est le devoir de la France de faire en sorte qu'il en soit ainsi ». Cette formule laisse penser que De Gaulle penche en faveur de l'association.
Un ensemble de propositions est fait, concernant les questions sociales, économiques et administratives d'une part, et l'organisation politique d'autre part. Concernant les premières questions, les participants envisagent des transformations notables : il est décidé d'une ouverture de plus en plus large des emplois aux indigènes, en réservant cependant pour l'instant les cadres de direction aux citoyens français ; une rémunération égale à compétence égale entre Européens et indigènes est proposée, ainsi que la notion de la liberté de mariage, pour faire progresser la liberté des femmes. Le développement de l'enseignement, la fin progressive du travail forcé dans un délai de 5 ans, et la création d'un système convenable d'assistance sociale figurent parmi les propositions les plus notables sur le plan social. Sur le plan économique, la nécessité d'encourager l'industrialisation des territoires coloniaux est soulignée. Dans le domaine administratif, diverses mesures de réorganisation sont envisagées, mais il n'est pas question de limiter le pouvoir des chefs de colonie, dont l'extension est au contraire proposée.

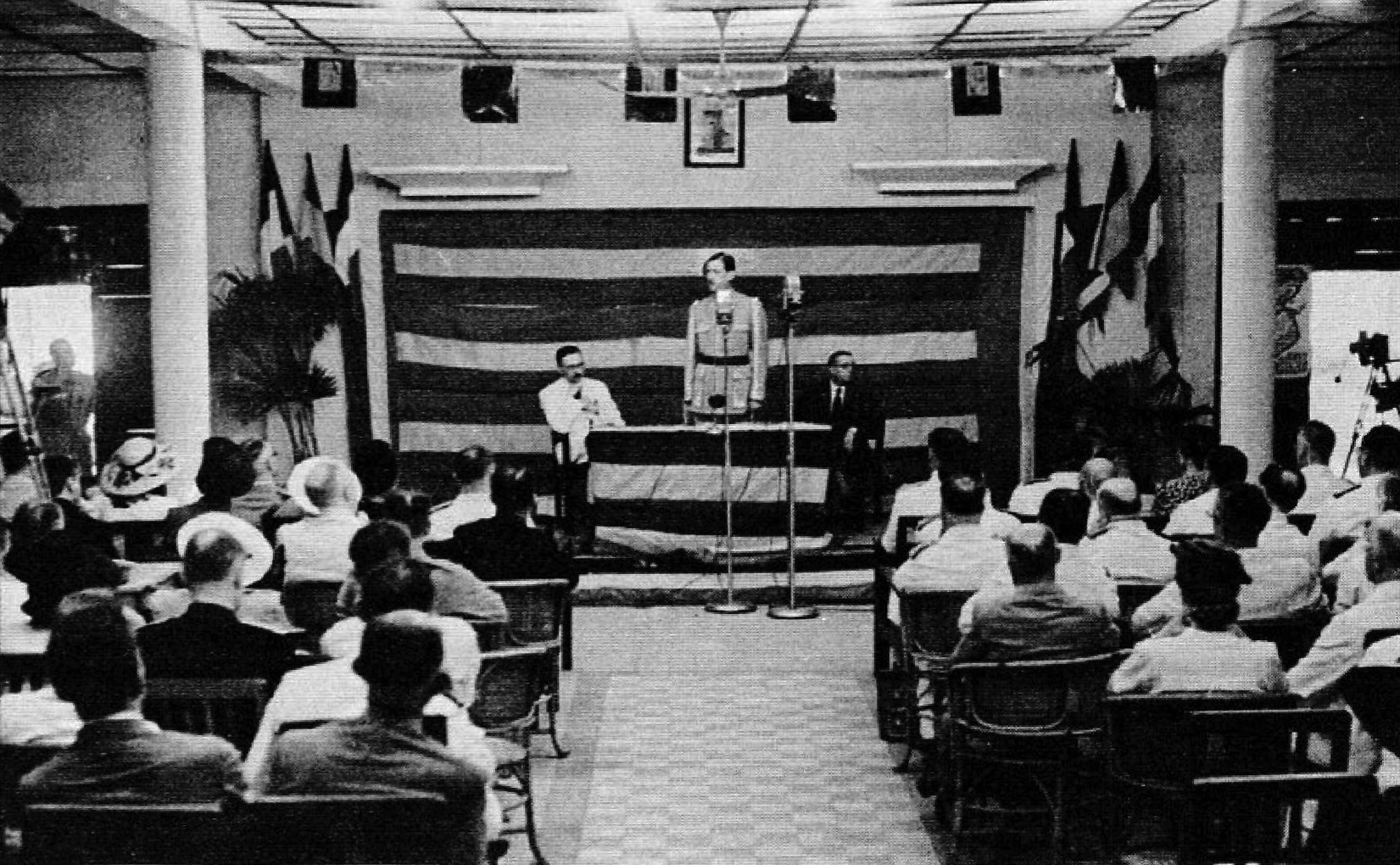
Charles de Gaulle inaugurant la conférence de Brazzaville - vue de la salle.

Sur le plan politique, la conférence est nettement plus conservatrice s'agissant de l'organisation politique de l'Empire français : si les termes de « Fédération française », de « personnalité politique » ou de « responsabilité politique » apparaissent, leur sens demeure ambigu. Le texte final, rédigé conformément aux souhaits du général de Gaulle, écarte cependant l'idée d'émancipation des colonies en repoussant, avant même de préciser ses recommandations, « toute idée d'autonomie, toute possibilité d'évolution hors du bloc français de l'Empire : la constitution éventuelle, même lointaine, de self-governments [auto-gestion] dans les colonies est à écarter ». Le texte impose que « les colonies jouissent d'une grande liberté administrative et économique. On veut également que les peuples coloniaux éprouvent par eux-mêmes cette liberté et que leur responsabilité soit peu à peu formée et élevée afin qu'ils se trouvent associés à la gestion de la chose publique de leur pays. » Est également préconisée la création d'un organisme nouveau, une assemblée fédérale qui devra, tout en respectant la liberté locale des territoires, « affirmer et garantir l'unité politique infrangible du monde français ».

Si la conférence de Brazzaville est vue comme l'un des signes annonciateurs de la décolonisation, elle constitue également, selon Pierre Montagnon, un « faux départ » de celle-ci. Pour l'historien Xavier Yacono, la conférence, tout en préconisant de réelles réformes, se situe encore dans un contexte où la décolonisation demeure « impensable » et où « l'idéal demeurait toujours qu'un Africain français devînt un Français africain ». Pour l'historienne Camille Lefebvre : 

« La conférence de Brazzaville, … promet aux habitants de l'Empire progrès économique, social et politique sans qu'aucune mesure concrète soit décidée. »